# Roman Norbert
Roman Norbert (ur. 12 marca 1939 w Smordwie, zm. 14 września 2012 w Pszennie) – polski inżynier, poseł na Sejm X kadencji.

## Życiorys
Syn Franciszka i Janiny. Ukończył w 1961 studia z zakresu inżynierii rolnictwa w Wyższej Szkole Rolnictwa we Wrocławiu. Pracował w Stacji Hodowli Roślin w Kobierzycach oraz w Wydziale Rolnictwa i Leśnictwa Wojewódzkiej Rady Narodowej we Wrocławiu. Następnie został dyrektorem w Państwowym Gospodarstwie Rolnym w Grabiszycach Górnych. Piastował stanowiska kierownika Wydziału Rolnictwa i Leśnictwa Powiatowej Rady Narodowej w Lubaniu i dyrektora Państwowego Technikum Rolniczego w Krzyżowicach. W 1982 został prezesem zarządu Rolniczej Spółdzielni Produkcyjno-Usługowej w Zebrzydowie.
W 1972 wstąpił do Polskiej Zjednoczonej Partii Robotniczej, w latach 1972–1975 był sekretarzem ds. rolnictwa komitetu powiatowego w Świdnicy, po czym do 1982 był sekretarzem ds. rolnictwa komitetu wojewódzkiego w Wałbrzychu. Z ramienia partii w 1989 uzyskał mandat posła na Sejm kontraktowy z okręgu świdnickiego. Na koniec kadencji należał do Parlamentarnego Klubu Lewicy Demokratycznej, był członkiem Komisji Łączności z Polakami za Granicą oraz Komisji Rolnictwa i Gospodarki Żywnościowej. W grudniu 1989 jako jedyny poseł głosował przeciw tzw. noweli grudniowej.
Pochowany w Świdnicy na cmentarzu przy ulicy Łukasińskiego.

## Odznaczenia
- Krzyż Kawalerski Orderu Odrodzenia Polski (1979)
- Medal 40-lecia Polski Ludowej (1984)
- Medal 30-lecia Polski Ludowej (1974)